# Selección femenina de rugby 7 de España
La selección femenina de rugby 7 de España también conocida como selección femenina de seven es el equipo representativo de unión de ese país en los torneos de la modalidad de 7 jugadoras.

## Reseña
El equipo de Las Leonas 7 como son apodadas ha participado en los tres mundiales disputados hasta ahora, ubicándose siempre entre las 8 mejores del mundo.

## Palmarés
- Rugby Europe Women's Sevens (2): 2003, 2010
- Torneo Preolímpico (1): 2016

## Historial en competiciones
| - Dubái 2009: 7º puesto - Moscú 2013: 4º puesto - Estados Unidos 2018: 5º puesto - Ciudad del Cabo 2022: 12º puesto - Clasificatorio a Río 2016: 1º puesto - Clasificatorio a Tokio 2020: no clasificó - Clasificatorio a París 2024: no clasificó - Río 2016: 7º puesto - Tokio 2020: no clasificó - París 2024: no clasificó - Women's Sevens Challenge Cup 2011-12: 6º puesto (8 pts) - Serie Mundial 12-13: 9º puesto (26 pts) - Serie Mundial 13-14: 6º puesto (41 pts) - Serie Mundial 14-15: 9º puesto (26 pts) - Serie Mundial 15-16: 9º puesto (28 pts) - Serie Mundial 16-17: 10º puesto (19 pts) - Serie Mundial 17-18: 7º puesto (43 pts) - Serie Mundial 18-19: 9º puesto (36 pts) - Serie Mundial 19-20: 9º puesto (28 pts) - Serie Mundial 21-22: 10º puesto (26 pts) - Serie Mundial 22-23: 10º puesto (28 pts) - SVNS 23-24: 12º puesto (17 pts) - SVNS 24-25: 12º puesto (14 pts) | - Lunel 2003: Campeón - Limoges 2004: 4º puesto - Lunel 2005: 2º puesto - Limoges 2006: 5º puesto - Lunel 2007: 3º puesto - Limoges 2008: 4º puesto - Hannover 2009: 2º puesto - Moscú 2010: Campeón - Bucarest 2011: 2º puesto - Grand Prix Series 2012: 2º puesto - Grand Prix Series 2013: 4º puesto - Grand Prix Series 2014: 5º puesto - Grand Prix Series 2015: 3º puesto - Grand Prix Series 2016: 5º puesto - Grand Prix Series 2017: 6º puesto - Grand Prix Series 2018: 10º puesto - Grand Prix Series 2019: 6º puesto - Rugby Europe Women's Sevens 2021: 3º puesto - Rugby Europe Women's Sevens 2022: 5º puesto - Rugby Europe Women's Sevens 2023: 2º puesto - Rugby Europe Women's Sevens 2024: 3º puesto - Rugby Europe Women's Sevens 2025: 4º puesto - Cracovia 2023: 5º puesto - Nankín 2014: 5º puesto |